# Zračna luka Colonia
Zračna luka Colonia (špa. Aeropuerto Internacional Laguna de los Patos) urugvajska je zračna luka koja služi gradu Coloniji del Sacramento. Nalazi se 17 kilometara južno od samog grada kojem služi.
Koristi se uglavnom za putnički i poštanski prijevoz. U potpunosti se nalazi u javnom (državnom) lasništvu.
Zračnom lukom su se koristile dana ugašene zrakoplovne tvrtke BQB Líneas Aéreas i LAPA (punim nazivom Líneas Aéreas Privadas Argentinas) te Parlament Urugvaja.
Zračna luka dio je IATA-ine mreže, iako nije toliko utjecajna i poznata u Urugvaju i Južnoj Americi.